# Donji Grabovac
Graboc i Poshtëm en albanais et Donji Grabovac en serbe latin (en serbe cyrillique : Доњи Грабовац) est une localité du Kosovo située dans la commune/municipalité de Fushë Kosovë/Kosovo Polje, district de Pristina (Kosovo) ou district de Kosovo (Serbie). Selon le recensement kosovar de 2011, elle compte 1 017 habitants, tous albanais.

## Démographie

### Évolution historique de la population dans la localité
| 1948 | 1953 | 1961 | 1971 | 1981  | 1991  | 2011  |
| ---- | ---- | ---- | ---- | ----- | ----- | ----- |
| 571  | 652  | 679  | 878  | 1 160 | 1 220 | 1 017 |

|  |